# Lucifer (Japanse band)
Lucifer (Λucifer, Ryushiferu) is een band die Japanse J-rock speelt en tot de Visual kei-stijl behoort. Opgericht in 1999 en uit elkaar gegaan in 2003.

## Biografie
De naam van de band is te herleiden naar de succesvolle Shōjo manga "Kaikan Phrase" van de Japanse mangaka Mayu Shinjo over een band met deze naam. Λucifer werd opgericht om deze anime "Kaikan Phrase" te promoten. De leden van de echte band namen dezelfde namen aan als de animekarakters, met uitzondering van de zanger Makoto, die zijn naam niet veranderde in Sakuya.
Λucifer had haar debuut op 15 september 1999 met haar eerste single "Datenshi BLUE". Dit was tevens de tweede opening van de anime. Λucifer speelde ook de nummers "C no Binetsu" en "Tokyo Illusion" voor respectievelijk de derde en vierde opening. Aan het begin van de anime speelde de band ook nummers waarvan teksten in de manga door Mayu Shinjo verschenen. Een voorbeeld is het lied "Plasmagic", dat zowel door de Manga/Anime band werd gespeeld als door de echte band Λucifer.
De band werd steeds populairder. Nog hetzelfde jaar werd haar eerste album, "Limit Control", uitgegeven. De muziek was geschreven door Takuya Asanuma (Judy and Mary), Chisato (Penicillin) en IPPEI & TAIZO (FEEL), maar bandleden begonnen later zelf muziek te schrijven. Er volgden meer albums en singles. Aan het einde van de anime besloten de bandleden om samen door te gaan met muziekmaken.
Op 25 oktober 2002, meer dan twee en een half jaar na het einde van de anime, kondigde Λucifer aan dat de groep uit elkaar zou gaan. Het ging toen op haar laatste tournee van 9 concerten, "Λucifer Last Live 2002-2003 Energy", van 16 december 2002 tot 10 januari 2003. Op 11 januari 2003, nadat ze op de Thaise televisie verschenen waren (tevens hun eerste tv-optreden buiten Japan), ging de band uit elkaar en de leden gingen ieder hun eigen weg.
De band had comebacks in 2010 en 2012.

## Bandleden
- Makoto Koshinaka (zang)
- Masahiko "Yuki" Yuuki (gitaar)
- Daisuke "Atsuro" Kato (gitaar)
- Tomonori "Towa" Taguchi (basgitaar)
- Toru "Santa" Abe (drums)

## Discografie

### Albums
- 1999 - Limit Control
- 2001 - Beatrip
- 2002 - Element of Love

### Singles
- 1999 - Datenshi Blue
- 1999 - C no Binetsu
- 2000 - Tokyo Illusion
- 2000 - Carnation Crime
- 2000 - Junk City
- 2000 - Tsubasa
- 2001 - Hypersonic Soul
- 2002 - Regret
- 2002 - Realize

### Compilaties
- 2002 - The Best

### DVD
- 2000 - ~Film~ Escape
- 2001 - Be-Trip Tour 2001
- 2001 - ~Film~ Escape 2
- 2003 - Last Tour 2002-2003 Energy Tour Final at Tokyo Kokusai Forum